# 안기아리
안기아리 (Anghiari) 이탈리아 토스카나주의 아레초도에 위치한 코무네 (지방자치단체)이다.
인접한 코무네에는 아레초 (남서쪽), 피에베산토스테파노 (북쪽), 수비아노 (서쪽) 등이 있다. 이탈리아의 가장 아름다운 마을로 선정되기도 했다.

## 역사
1440년 6월 29일 피렌체 공화국과 밀라노 공국 사이 앙기아리 전투가 벌어졌다. 이 전투는 '다 빈치의 잃어버린 작품'으로 알려진 피렌체의 베키오궁을 장식한 레오나르도 다 빈치의 프레스코에 영감을 주었으며, 최근 학계에서는 다 빈치의 이 작품이 완성된 바가 없다고 한다. 레오나르도 다빈치의 드로잉들과, 현재 루브르 박물관에 소장된 페테르 파울 루벤스의 스케치를 통해 그 모습이 알려져 있다.
제2차세계대전 기간, 레니치 강제 수용소가 안기아리에 있었다.

## 문화
클래식 음악, 실내악, 합창, 오페라 등을 포함하는 안기아리 축제는 맨년 7월마다 열린다. 상주 오케스트라는 사이먼 오버가 지휘하는 런던의 사우스뱅크 신포니아이다.